# Robert Siboldi
Robert Dante Siboldi Badiola (Empalme Nicolich, 24 settembre 1965) è un allenatore di calcio ed ex calciatore uruguaiano, di ruolo portiere.

## Carriera

### Club
Debutta nel campionato di calcio uruguaiano con il Peñarol di Montevideo; nel 1988 si trasferisce in Argentina, al Gimnasia La Plata, dove gioca la stagione 1988-1989; nel 1989 inizia la sua esperienza messicana, all'Atlas di Guadalajara. Nel 1993, dopo tre anni alla compagine dello stato di Jalisco, si trasferisce al Cruz Azul.
Dopo la stagione giocata da titolare, si trasferisce al Puebla, dove gioca nuovamente da titolare; dal 1995 al 2000 è il portiere del Tigres de la U.A.N.L.. Nel 2000 torna in Argentina, all'Argentinos Juniors. Nel 2002 chiude la carriera in Messico, nel Gavilanes.

### Nazionale
Ha giocato con la nazionale uruguaiana dal 1992 al 1997 totalizzando 34 presenze.

## Palmarès

### Giocatore

#### Competizioni nazionali
- Campionato uruguaiano: 2

Peñarol: 1985, 1986
- Coppa del Messico: 1

Tigres UANL: 1995-1996
- Liga de Ascenso de México: 2

Tigres UANL: Invierno 1996, Verano 1997

#### Competizioni internazionali
- Coppa Libertadores: 1

Peñarol: 1987

### Allenatore
- Campionato messicano: 2

Santos Laguna: Clausura 2018
Tigres: Clausura 2023